# Le Bourgneuf-la-Forêt
Le Bourgneuf-la-Forêt é uma comuna francesa na região administrativa da Pays de la Loire, no departamento de Mayenne. Estende-se por uma área de 28,6 km². Em 2010 a comuna tinha 1 793 habitantes (densidade: 62,7 hab./km²).